# Света Марија на Красу (Бује)
Света Марија на Красу (итал. Madonna del Carso) је насељено место у Републици Хрватској у Истарској жупанији. Административно је у саставу Града Буја.

## Историја
U 2001. настало издвајањем ненасељеног дела насеља Света Марија на Красу, из град Умаг. Без становника је у целом раздобљу од 1857. до 2001.

## Становништво
На попису становништва 2011. године, Света Марија на Красу није имала становника. За попис 1991. године, погледати под Света Марија на Красу.